# Catz
Catz är en kommun i departementet Manche i regionen Normandie i norra Frankrike. Kommunen ligger i kantonen Carentan som tillhör arrondissementet Saint-Lô. År 2018 hade Catz 111 invånare.

## Befolkningsutveckling
Antalet invånare i kommunen Catz
| Referens: INSEE |